# Antônio Roberto Lopes de Carvalho

Antônio Roberto Lopes de Carvalho (São Pedro dos Ferros) é um médico e político brasileiro. Exerceu mandatos como prefeito e deputado estadual em Minas Gerais.

## Biografia
Formado em medicina, Antônio Roberto Lopes de Carvalho atuou como diretor clínico do Hospital Nossa Senhora das Dores, em São Domingos do Prata. Além de sua atuação na área da saúde, ingressou na política e foi eleito prefeito do município de São Domingos do Prata por três mandatos: 1971-1972, 1976-1982 e 1988-1992. Durante sua gestão, também ocupou a presidência da Associação Microrregional do Médio Piracicaba (AMEPI) em 1991 e foi conselheiro da Federação Mineira de Municípios (FEMAM)
.
Na esfera legislativa, foi deputado estadual na Assembleia Legislativa de Minas Gerais durante a 13ª Legislatura (1995-1999) e assumiu como suplente em períodos da 14ª Legislatura (1999-2003) . 

## Acidente de trânsito
Em maio de 2023, Antônio Roberto esteve envolvido em um acidente de trânsito em João Monlevade, Minas Gerais. Durante uma manobra de retorno na Avenida Gentil Bicalho, seu veículo colidiu com uma motocicleta. O motociclista, Ricardo Santos, foi socorrido, mas não resistiu aos ferimentos. O ex-deputado prestou socorro imediato e acompanhou a vítima até o hospital.